# Bernard Weiser
Bernard Weiser (geboren im 20. Jahrhundert) ist ein US-amerikanischer Sound-Editor.

## Leben und Werk
Bernard Weiser begann ein Filmstudium an der USC Cinema School, nachdem er bereits einen Universitätsgrad in Chemie erreicht und sich danach eine Zeitlang in Frankreich aufgehalten hatte. Nach dem Studium arbeitete er zunächst für das US-Militär und dann für die Filmindustrie. Ab 1987/88 war er sowohl als Schnittassistent als auch im Sound-Editing und im Bereich Sound-Effekte in der Post-Produktion US-amerikanischer Filme tätig.
Seine ersten Auszeichnung erhielt er 2002 mit einer Nominierungen für den Golden Reel für den Actionfilm Runaway Jane – Allein gegen alle. Inzwischen ist er für 29 Filmpreise nominiert worden, zuletzt für das Sounddesign des Films Ferrari (2023) zusammen mit Angelo Bonanni, Tony Lamberti, Andy Nelson und Lee Orloff für den British Academy Film Award, den Golden Reel und den Satellite Award.
Weiser ist Vizepräsident der Motion Picture Sound Editors (MPSE) und Präsident der Entertainment Industry Professionals Mentoring Alliance (EIPMA).